# Cubocephalus minutor
Cubocephalus minutor är en stekelart som först beskrevs av Zetterstedt 1838.  Cubocephalus minutor ingår i släktet Cubocephalus och familjen brokparasitsteklar. Inga underarter finns listade i Catalogue of Life.